# Йосиф Ротаріу
Йосиф Ротаріу (рум. Iosif Rotariu, нар. 27 вересня 1962, Прігор) — румунський футболіст, що грав на позиції півзахисника. По завершенні ігрової кар'єри — тренер. З 2009 року входить до тренерського штабу клубу «Тімішоара».
Виступав, зокрема, за клуби «Тімішоара» та «Стяуа», а також національну збірну Румунії.
Чотириразовий чемпіон Румунії. Триразовий володар Кубка Румунії. Володар Кубка Туреччини. Володар Суперкубка Туреччини.

## Клубна кар'єра
У дорослому футболі дебютував 1980 року виступами за команду «Тімішоара», в якій провів шість сезонів, взявши участь у 106 матчах чемпіонату. 
Своєю грою за цю команду привернув увагу представників тренерського штабу клубу «Стяуа», до складу якого приєднався 1986 року. Відіграв за бухарестську команду наступні чотири сезони своєї ігрової кар'єри. Більшість часу, проведеного у складі «Стяуа», був основним гравцем команди. За цей час тричі виборював титул чемпіона Румунії.
Згодом з 1990 по 2000 рік грав у складі команд «Галатасарай», «Бакиркейспор», «ЧФР Тімішоара», «Тімішоара», «Тімішоара», «Стяуа», «Тімішоара», «Екстенсив» (Крайова) та «Тімішоара». Протягом цих років додав до переліку своїх трофеїв ще один титул чемпіона Румунії.
Завершив ігрову кар'єру у команді «Біхор», за яку виступав протягом 2001—2002 років.

## Виступи за збірну
У 1988 році дебютував в офіційних матчах у складі національної збірної Румунії.
У складі збірної був учасником чемпіонату світу 1990 року в Італії.
Загалом протягом кар'єри в національній команді, яка тривала 10 років, провів у її формі 25 матчів, забивши 1 гол.

## Кар'єра тренера
Розпочав тренерську кар'єру, повернувшись до футболу після невеликої перерви, 2006 року, очоливши тренерський штаб клубу «Тімішоара».
З 2009 року входить до тренерського штабу клубу «Тімішоара».

## Титули і досягнення
- Чемпіон Румунії (4):

«Стяуа»: 1986-1987, 1987-1988, 1988-1989, 1997-1998
- Володар Кубка Румунії (3):

«Стяуа»: 1986-1987, 1988-1989, 1996-1997
- Володар Кубка Туреччини (1):

«Галатасарай»: 1990-1991
- Володар Суперкубка Туреччини (1):

«Галатасарай»: 1991